# 테이블산자리 W
테이블산자리 W (W Men)는 남쪽 별자리 테이블산자리에 있는 대마젤란 은하에 존재하는 특이한 황색 초거성이다. 이는 북쪽왕관자리 R형 변광성이며 주기적으로 밝기가 몇 등급씩 감소한다.
테이블산자리 W는 매우 멀리 떨어진 이웃 은하인 대마젤란 은하의 금속이 부족한 남쪽 가장자리에 위치하고 있다. 별의 높은 광도에도 불구하고 별의 최대 겉보기 등급은 + 13.8m로, 너무 어둡기 때문에 작은 망원경으로는 관측할 수 없다. 반경은 태양의 약 61배로 계산되었다.
테이블산자리 W의 변광특성은 1927년 WJ 루이텐에 의해 발견되었다. 이는 때때로 밝기가 매우 크게 떨어지기 때문에 "역 신성 "이라고 불리는 매우 희귀한 북쪽왕관자리 R형 변광성 유형에 속한다. 최소 밝기에서 테이블산자리 W는 +18.3 미만의 등급을 가지며 당시 사진 건판에서는 감지할 수 없었다. 밝기 감소는 파장이 길수록 덜 두드러지며, 별의 전체적인 광도는 크게 변하지 않는 것으로 생각된다. 이러한 변화는 일시적으로 별을 가리는 먼지의 응결로 인해 발생하는 짧은 파장의 빛은 흡수되어 적외선으로 다시 방출된다. 많은 R CrB 변광성 작은 진폭의 맥동을 나타내며 테이블산자리 W는 약 67일의 맥동 주기를 가진다.